# پایگاه هوایی فتح
پایگاه هوایی هلیکوپتری فتح هوانیروز سپاه پاسداران انقلاب اسلامی در حد فاصل بین ملارد و مشکین دشت استان البرز واقع شده‌است.

## کاربری
این فرودگاه به عنوان پایگاهی برای بالگردهای اسکادران آموزش و حمله هلیکوپتری هوانیروز سپاه پاسداران انقلاب اسلامی استفاده می‌شود.

## حوادث و تصادف‌ها

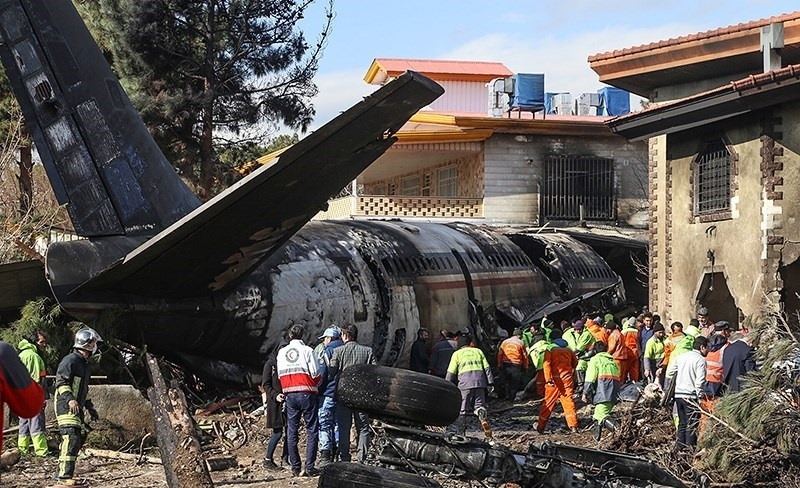
تصویری از هواپیمای بوئینگ ۷۰۷ ارتش؛برجک17پادگان فتح.

در ۲۴ دی ماه ۱۳۹۷ سانحه هوایی در اطراف فرودگاه فتح کرج رخ داد و یک فروند بوئینگ ۷۰۷ باری ارتش جمهوری اسلامی ایران که از بیشکک قرقیزستان عازم فرودگاه پیام کرج بود، به اشتباه در فرودگاه فتح به زمین نشست و خلبان به علت نقص فنی در سیستم ترمز هواپیما نتوانست هواپیما را روی باند کنترل کند. مسئولان می‌گویند دومین علت سقوط این هواپیما این بوده که زمان ورود به باند فرودگاه فتح، نتوانسته هواپیما را کنترل کند و در انتهای باند از مسیر خارج شده و سپس دیواره فرودگاه و پس از آن به شهرک مسکونی برخورد کرده‌است.